# Lista de prefeitos de Braço do Norte
Esta é a lista de prefeitos e vice-prefeitos do município de Braço do Norte, estado brasileiro de Santa Catarina.
| Nº | Intendente                   | Início do mandato | Fim do mandato | Observações        |
| —  | Antônio Heidman              | 1906              | 1915           | Intendente nomeado |
| —  | Teodoro Bernardo Schlickmann |                   | 1930           | Intendente nomeado |
| —  | Jacó Batista Uliano          |                   | 1930           | Intendente nomeado |
| —  | Bernardo Francisco Locks     | 1934              | 1946           | Intendente nomeado |
| —  | Paulo Speck                  | 1946              | 1951           | Intendente nomeado |
| —  | João Teodoro Niehues         | 1951              | 1953           | Intendente nomeado |

| Nº | Nome                      | Partido | Vice-prefeito                   | Início do mandato      | Fim do mandato            | Observações |
| —  | Pedro Nogueira de Castro  | UDN     | —                               | 31 de dezembro de 1953 | 15 de novembro de 1954    | Prefeito provisório, indicado na ocasião da malograda criação do município                                            |
| —  | Dorvalino Locks           | PSD     | —                               | 15 de novembro de 1954 | 22 de junho de 1955       | Primeiro prefeito eleito, seu mandato foi malogrado com a declaração de inconstitucionalidade da criação do município |
| —  | —                         | —       | —                               | 22 de junho de 1955    | 22 de outubro de 1955     | O município é desfeito, retornando a distrito de Tubarão                                                              |
| —  | Daniel Brüning            | UDN     | —                               | 22 de outubro de 1955  | 5 de agosto de 1956       | Prefeito provisório                                                                                                   |
| 1  | Fredolino Kuerten         | UDN     | —                               | 5 de agosto de 1956    | 5 de agosto de 1961       | Primeiro prefeito eleito após a recriação do município.                                                               |
| 2  | Dorvalino Locks           | PSD     | —                               | 5 de agosto de 1961    | 31 de janeiro de 1965     | Prefeito eleito |
| 3  | Fredolino Kuerten         | ARENA   |                                 | 31 de janeiro de 1966  | 31 de janeiro de 1970     | Prefeito eleito |
| 4  | Wilson Westphal           | MDB     | Francisco Wiggers (MDB)         | 31 de janeiro de 1970  | 31 de janeiro de 1973     | Prefeito e vice eleitos Primeiro vice-prefeito eleito                                                                 |
| 5  | Lady Fornazza             | ARENA   | Laércio Michels (ARENA)         | 31 de janeiro de 1973  | 31 de janeiro de 1977     | Prefeito e vice eleitos em sufrágio universal                                                                         |
| 6  | Laércio Michels           | ARENA   | Ângelo Sandrini (ARENA)         | 31 de janeiro de 1977  | 31 de janeiro de 1983     | Prefeito e vice eleitos em sufrágio universal                                                                         |
| 7  | Gelson Cláudio            | PMDB    | Guido Valcírio Niehues (PMDB)   | 31 de janeiro de 1983  | 31 de janeiro de 1989     | Prefeito e vice eleitos em sufrágio universal                                                                         |
| 8  | Laércio Michels           | PDS     | Vanildo Danielski (PDS)         | 31 de janeiro de 1989  | 31 de dezembro de 1992    | Prefeito e vice eleitos em sufrágio universal                                                                         |
| 9  | Luiz Kuerten              | PDS     | Edésio Oenning (PFL)            | 1º de janeiro de 1993  | 31 de dezembro de 1996    | Prefeito e vice eleitos em sufrágio universal                                                                         |
| 10 | Ademir Matos              | PMDB    | Arnaldo Meurer (PSDB)           | 1º de janeiro de 1997  | 31 de dezembro de 2000    | Prefeito e vice eleitos em sufrágio universal                                                                         |
| 11 | Ademir Matos              | PMDB    | Rômulo Sandrini Neto (PFL)      | 1º de janeiro de 2001  | 31 de dezembro de 2004    | Prefeito e vice eleitos em sufrágio universal                                                                         |
| 12 | Luiz Kuerten              | PP      | Maria Edna Souza Michels (PL)   | 1º de janeiro de 2005  | 31 de dezembro de 2008    | Prefeito e vice eleitos em sufrágio universal                                                                         |
| 13 | Ronaldo Fornazza          | DEM     | —                               | 1º de janeiro de 2009  | 16 de março de 2009       | Presidente da Câmara de Vereadores                                                                                    |
| 14 | Evanísio Uliano           | PP      | Valberto Wiggers Michels (PT)   | 16 de março de 2009    | 31 de dezembro de de 2013 | Prefeito e vice eleitos em sufrágio universal                                                                         |
| 15 | Ademir Matos              | PMDB    | Charles Teodoro Bianchini (PSD) | 1º de janeiro de 2013  | 31 de dezembro de 2016    | Prefeito e vice eleitos em sufrágio universal                                                                         |
| 16 | Roberto Kuerten Marcelino | PSD     | Ronaldo Fornazza (PP)           | 1º de janeiro de 2017  | 31 de dezembro de 2020    | Prefeito e vice eleitos em sufrágio universal                                                                         |
| 16 | Roberto Kuerten Marcelino | PSD     | Ronaldo Fornazza (PP)           | 1º de janeiro de 2021  | 31 de dezembro de 2024    | Prefeito e vice reeleitos em sufrágio universal                                                                       |
| 17 | Lauro Boeing Junior       | PMDB    | Duda Schueroff(PP)              | 1º de janeiro de 2025  | atual                     | Prefeito e vice eleitos em sufrágio universal                                                                         |